# (55382) Kootinlok
(55382) Kootinlok est un astéroïde de la ceinture principale.

## Description
(55382) Kootinlok est un astéroïde de la ceinture principale. Il fut découvert le 25 septembre 2001 à l'observatoire Desert Eagle par William Kwong Yu Yeung. Il présente une orbite caractérisée par un demi-grand axe de 2,81 UA, une excentricité de 0,06 et une inclinaison de 2,5° par rapport à l'écliptique.